# Cratere Calamar
Calamar  è un cratere sulla superficie di Marte.